# Kopgolf
De kopgolf is de eerste seismische golf die aankomt, dus de waarnemer bereikt.
Er zijn verschillende seismische golven, met verschillende loopsnelheden en verschillende inhoud aan energie. De kopgolf is dus de voorbode van de andere golven. Als de kopgolf zwakker is, kan ze dienen als waarschuwingssignaal om zich in veiligheid te brengen voor de meer verwoestende golven die ze aankondigt.